# Centre-Ouest
Centre-Ouest er en af Burkina Fasos 13 regioner. Centre-Ouest havde i 2006 1.183.473 indbyggere. Regionshovedstaden er Koudougou. Regionen består af fire provinser: Boulkiemdé, Sanguié, Sissili og Ziro.